# Фут-фетишизм

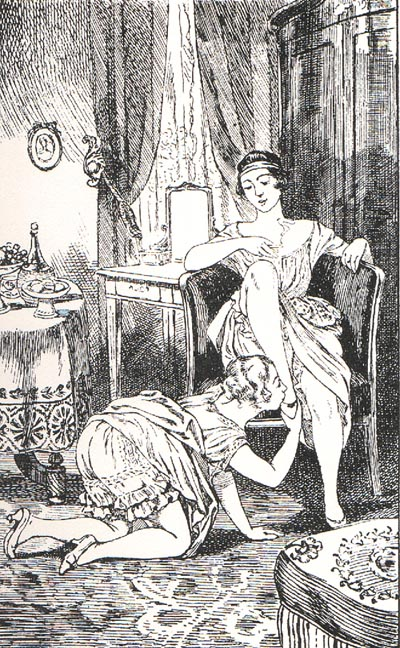
The Countess with the whip. Иллюстрация Мартин ван Маэле

Фут-фетиши́зм (англ. foot fetishism), разг. фут-фе́тиш (англ. foot fetish) — влечение к ступням. Является одним из самых распространённых направлений фетишизма, более распространён у людей мужского пола, нежели у женского.

## Характеристика
Половое влечение к ступням является, вероятно, самым распространённым видом фетишизма, при котором объектом влечения не являются половые органы. Вызывать возбуждение может внешний вид ступни, прикосновение к ней, вкус, запах пота, кожи ступни и/или пальцев ног, движение пальцами, температура ступни. 
Распространённым возбудителем является запах ступней, при этом фут-фетишизм часто комбинируется с повышенным интересом к женским носкам, чулкам и обуви. Среди фетишистов также распространён интерес к грязным ступням, виду босых партнёров в джинсах и леггинсах, виду партнёров в носках, чулках, колготках и в открытой обуви, — сандалиях (в частности шлёпанцах), открытых туфлях и т. д., — девушкам на каблуках, украшениям на пальцах ног, лаку на ногтях и т. п.
Фетишисты обоих полов обращают внимание на форму ступни и пальцев ног, длину пальцев ног, соотношение пальцев между собой, природную форму ногтей на пальцах и на педикюр. Чаще всего фут-фетишист для себя делит ступни окружающих на привлекательные и непривлекательные. Причём усреднённых вкусов нет, всё индивидуально.

## Фут-фетиш-практики
С фут-фетишем связаны некоторые БДСМ-практики — бастинадо (порка ступней), воздействие высокими и низкими температурами, острыми предметами на подошвы ног и тиклинг (щекотка). Также распространено придавливание ступнями лица пассивного партнёра или топтание тела партнёра (трамплинг), принуждение пассивного партнёра к обнюхиванию, облизыванию ступней ног, между пальцами или обуви, и сосанию пальцев.
В сексе выделяют несколько техник, связанных с фут-фетишем:
- Trampling (топтание) — хождение ногами по телу, либо топтание какого-то предмета.
- Feet Licking — облизывание ступней.
- Feet Sniffing — обнюхивание ступней.
- Фут-джоб — стимулирование половых органов ногами.
- Toe Sucking, Toe Licking — сосание и лизание пальцев ног, иногда просовывание языка между пальцами. В случае, когда фетишист сосёт свои пальцы ног, используется специальный термин Feet Self Sucking.
- Foot Massage — массирование ступней. Иногда — как элемент предварительной игры перед сексом.
- Foot Pushing — последовательное напряжение ступней с целью заставить их потеть. Часто сопровождается самовнушением.
- Foot Wrestling — борьба ступнями ног. Является разновидностью фетиша силы.
- Foot Gagging — засовывание ступни в рот, часто применяется для того, чтобы вызвать рвоту.
- Shoe Sniffing - обнюхивание обуви, как правило используется обувь только что снятая с ног. Может применяться для вызова тошноты, рвоты. В качестве самостоятельной практики - наблюдение за человеком, который нюхает собственную обувь, либо его принуждение к этому.

## В культуре

Римская копия барельефа с изображением босой Градивы. Хранится в Ватикане

Особой эротической привлекательностью в Китае пользовались маленькие женские ножки. Девочкам с раннего детства перебинтовывали ступни полосками шёлка, чтобы остановить их рост и деформировать таким образом, чтобы они помещались в маленький башмак, по своим размерам не превосходящий пачку сигарет. Считалось, что такие ноги напоминают бутоны лотоса.
Европейки наоборот старались растянуть ступню, так как большой размер ступни означал, что женщина крепко стоит на ногах в прямом и в переносном смысле.
Один из примеров фут-фетишизма описан в книге Вильгельма Йенсена «Градива» (1903):
Молодой археолог Норберт Ханольд обнаружил в Римском собрании антиков рельефное изображение, которое его настолько пленило, что он был чрезвычайно доволен, когда сумел получить превосходный гипсовый слепок рельефа, который мог повесить в своём кабинете в немецком университетском городе и с интересом изучать. Рельеф изображал зрелую девушку в движении, которое несколько приподняло её одеяние с большим количеством складок, так что стали видны босые ноги. Одна её ступня полностью покоится на земле, вторая по инерции приподнялась над землёй и касается её только носком, тогда как подошва и пятка подняты почти вертикально. Изображённая здесь необычная и по-особому прелестная походка когда-то, вероятно, привлекла внимание художника, а теперь, спустя много столетий, приковала взгляд нашего зрителя-археолога.
Роман В. Йенсена, в свою очередь, стал материалом для знаменитого исследования фетишизма Зигмунда Фрейда и лёг в основу его собственной работы «Бред и сны в «Градиве» Йенсена» (Der Wahn und die Träume in W. Jensens Gradiva, 1907), где психоаналитик исследует структуру бреда. Именно здесь Фрейд даёт собственное толкование фетишизма (впервые высказанное в «Трёх очерках по теории сексуальности», 1905) и окончательно оформившееся в работе «Фетишизм» (1927). Здесь Фрейд пишет:
Со времен А. Бине мы действительно пытаемся свести фетишизм к эротическим впечатлениям детства. Состояние продолжительного отвращения к женщинам вытекает из индивидуальной способности или, как мы обычно говорим, из предрасположенности к образованию бреда. Развитие психического расстройства начинается с того момента, когда случайное впечатление пробуждает забытое и по крайней мере местами эротически окрашенное переживание детства.
В 2006 Ален Роб-Грийе снял фильм «Вам звонит Градива» (C’est Gradiva qui vous appelle), в основу которой легли не только роман Йенсена и книга Фрейда, но и рисунки женских ног Делакруа из его Марокканского альбома, поисками которых занят главный герой фильма[значимость факта?].
В современной культуре фут-фетишизм во всех проявлениях широко представлен в порно, также им интересуются некоторые звёзды шоу-бизнеса и представители искусства. По утверждению кинорежиссёра Квентина Тарантино, сильный восторг у него вызывали стопы Умы Турман.